# 米麗的十萬個為什麼
《米麗的十萬個為什麼》（法語：Mily Miss Questions），是一部法國電視動畫，於2013年3月23日在法國電視五台首播，共130集。系列以充滿好奇心的九歲女孩米麗為主角，她喜愛發問並學習新知識。

## 外部連結
- 互联网电影数据库（IMDb）上《米麗的十萬個為什麼》的资料（英文）
- 官方網站 （页面存档备份，存于）（法文）